# Benjamin Starke
Benjamin Starke (* 25. November 1986 in Cottbus) ist ein ehemaliger deutscher Schwimmer.
Benjamin Starke startete von 1993 bis 2007 für den PSV Cottbus 90 und später für die SG Neukölln Berlin, wo er von Norbert Warnatzsch trainiert wurde. 2007 gewann der Schwimmer den Deutschen Meistertitel über 200 Meter Schmetterling, was der erste Titel für den Schmetterlingsspezialisten war. Mehrfach konnte er weitere Titel und vordere Platzierungen erreichen. Er trat auch bei mehreren Einzelstrecken und Staffeln bei den Schwimmweltmeisterschaften 2005 in Montréal, den Schwimmeuropameisterschaften 2006 in Budapest und den Schwimmweltmeisterschaften 2007 in Melbourne an. Bei den Deutschen Schwimmmeisterschaften 2008 konnte sich Starke mit Rang zwei hinter Rupprath für die 100-Meter-Schmetterlingsstrecke und auch für die Freistilstaffeln bei den Olympischen Spielen 2008 in Peking qualifizieren. Dort wurde er im Schmetterlingsrennen 41., mit der 100-Meter-Freistilstaffel kam er auf Platz 15, über die doppelte Distanz wurde Starke 12.
Bei den 121. Deutschen Meisterschaften 2009 im Schwimmen in Berlin schwamm Starke über 100 Meter Schmetterling in 51,47 s einen neuen deutschen Rekord (50-Meter-Becken) und erfüllte damit die Qualifikationsnorm für die Weltmeisterschaften 2009 in Rom des Deutschen Schwimm-Verbandes (DSV). Gemeinsam mit Helge Meeuw, Hendrik Feldwehr und Paul Biedermann stellte Starke mit der 4-mal-100-Meter-Lagenstaffel in 3:28,58 min in Rom einen Europarekord auf, was hinter dem in 3:27,28 min einen Weltrekord schwimmenden US-Quartett um Michael Phelps den Gewinn der Silbermedaille bedeutete.
Nach den Olympischen Spielen 2012 musste Starke verletzungsbedingt bis Ende 2013 pausieren und beendete danach seine Karriere.
Starke begann 2012 mit der Tennisspielerin Sabine Lisicki eine Liebesbeziehung. Beide haben sich 2013 getrennt.

## Rekorde und Bestzeiten
Europarekorde
- 4 × 100 m Lagen – 3:28,58 min (2. August 2009 Weltmeisterschaften 2009 Rom)

(In der Besetzung: Helge Meeuw; Hendrik Feldwehr; Benjamin Starke; Paul Biedermann)
Deutsche Rekorde
- 4 × 100 m Freistil – 3:13,51 min (29. Juli 2012 Olympische Spiele 2012 London)

(In der Besetzung: Benjamin Starke; Markus Deibler; Christoph Fildebrandt; Marco Di Carli)
- 100 m Schmetterling – 0:51,22 min (31. Juli 2009 Deutsche Meisterschaften Berlin)

Bestzeiten 50-m-Bahn
- 100 m Freistil – 0:48,96 min (29. Juli 2012 Olympische Spiele 2012 London)
- 200 m Freistil – 1:47,91 min (5. Juni 2011 Deutsche Meisterschaften Berlin)
- 100 m Schmetterling – 0:51,22 min (31. Juli 2009 Weltmeisterschaften 2009 Rom)
- 200 m Schmetterling – 1:58,09 min (25. Mai 2005 Deutsche Meisterschaften Berlin)
- 100 m Rücken – 0:56,32 min (5. Februar 2012 DMS Darmstadt)
- 200 m Rücken – 2:00,37 min (11. Juni 2009 Berliner Meisterschaften Berlin)

Bestzeiten 25-m-Bahn
- 100 m Freistil – 0:47,46 min (10. November 2009 Weltcup Stockholm)
- 200 m Freistil – 1:42,86 min (19. Dezember 2009 Duel in the Pool Manchester)
- 100 m Schmetterling – 0:50,45 min (6. Dezember 2009 DMS Wuppertal)
- 200 m Schmetterling – 1:54,60 min (10. Dezember 2005 Europameisterschaften Trieste)
- 100 m Rücken – 0:52,09 min (6. Dezember 2009 DMS Wuppertal)
- 200 m Rücken – 1:59,21 min (17. Oktober 2009 Berliner Meisterschaften Berlin)